# Epiphyllum crenatum subsp. kimnachii
Az Epiphyllum crenatum subsp. kimnachii egy epifita levélkaktusz, melyet termesztésben alapfajánál és változatainál jóval ritkábban lehet csak megtalálni.

## Elterjedése és élőhelye
Mexikó, Oaxaca és Chiapas államok, 1600–2400 m magasságban.

## Jellemzői
Hajtásai 0,5 m hosszúra nőnek, 30–50 mm szélesek, karéjosak, a karéjok kevésbé domborúak, mint az alapfaj esetében, areolái 20–50 mm távolságban fejlődnek, gyapjasak és 3 mm hosszú töviseket fejlesztenek. Virágai 220–290 mm hosszúak, a pericarpium 6–12 mm hosszú pikkelyekkel borított. A virágtölcsér 90–180 mm hosszú, a külső szirmok zöldes árnyalatúak, a belsők krémfehérek. Porzói sárgák, a bibe krémfehér. Termése 50–70 mm hosszú vörös, vagy zöldes-vöröses bogyó, melynek pulpája fehér, illatos. Magjai 1,8×2 mm nagyságúak.

## Kapcsolata azEpiphyllum ’Cooperii’formával
Az Epiphyllum crenatum ssp. kimnachii taxont 1964-ben Helia Bravo mexikói botanikus leírta sok Oaxacában és Chiapasban gyűjtött herbáriumi példány alapján. Az alapfajtól ezek az egyedek a virágtölcsér és a pericarpium pikkelyeinek tövében fejlődő sertékkel, valamint a tölcsér csúcsa alatt eredő külső szirmokkal különböznek.
Az Epiphyllum ’Cooperi’ néven ismert klón, mely csak kultúrából ismert, szintén setéket visel a pikkelyek hónaljában, hasonlóan a ssp. kimnachii-hoz, azonban a külső szirmok a tölcsér csúcsán erednek – hasonlóan az alapfajhoz. Mindezen tulajdonságai miatt ezt a változatot Epiphyllum – Selenicereus hibridnek (X Seleniphyllum cooperi) tartották, míg 1997-ben Metz, Fröhlich, Kimnach és Meyerowitz Haseltonia-ban közölt cikkében leírták, hogy a ’Cooperi’ változat DNS-ében nincs Selenicereus eredetű szekvencia. A vizsgálatokban két Selenicereus fajt, a ’Cooperi’ változat eredeti klónját és a ssp. kimnachii, valamint a ssp. crenatum vad formáit használták fel. Mindezek nyomán a X Seleniphyllum cooperi név teljesen elvetendő. Myron Kimnach véleménye szerint a taxon csak kisebb morfológiai eltéréseket mutat az E. crenatum ssp. kimnachii alfajtól, így leginkább indokolt e taxon kultúrváltozataként interpretálni ezt a változatot E. crenatum ssp. kimnachii ’Cooperi’ néven, így az Epiphyllum cooperi név sem tekinthető korrektnek.
Clive Innes próbálkozott az Epiphyllum crenatum és a Selenicereus grandiflorus „újra-keresztezésével”, hogy előállítson a ’Cooperi’ változattal identikus növényeket, mely keresztezések nem voltak sikeresek.

## Képek

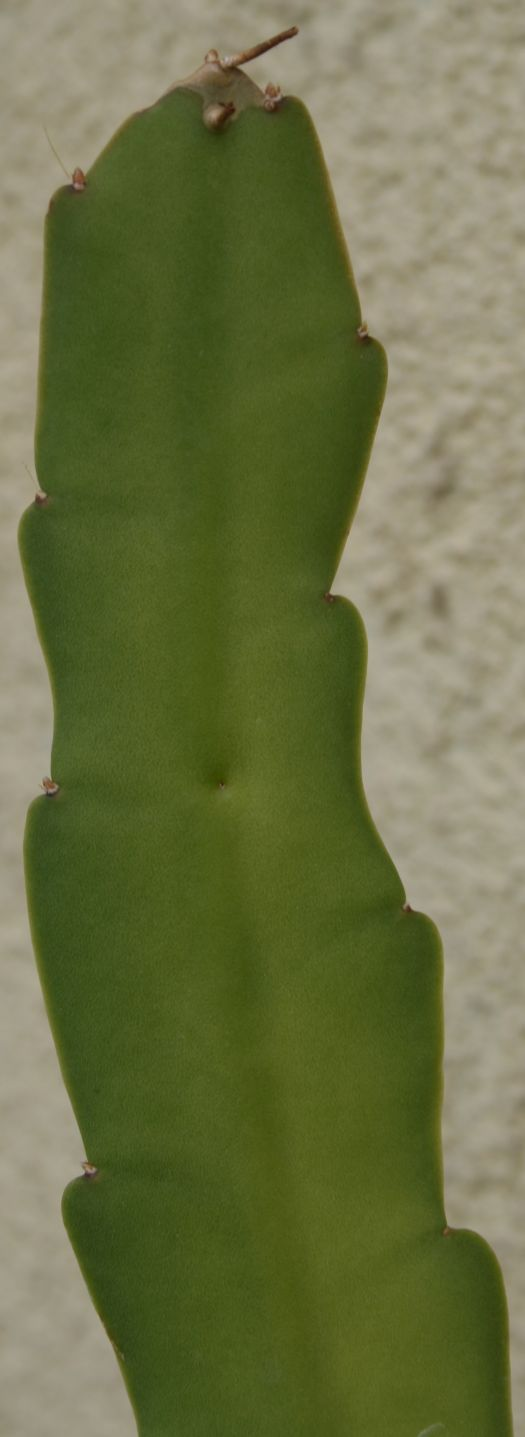
Epiphyllum crenatum 'Cooperii' hajtása
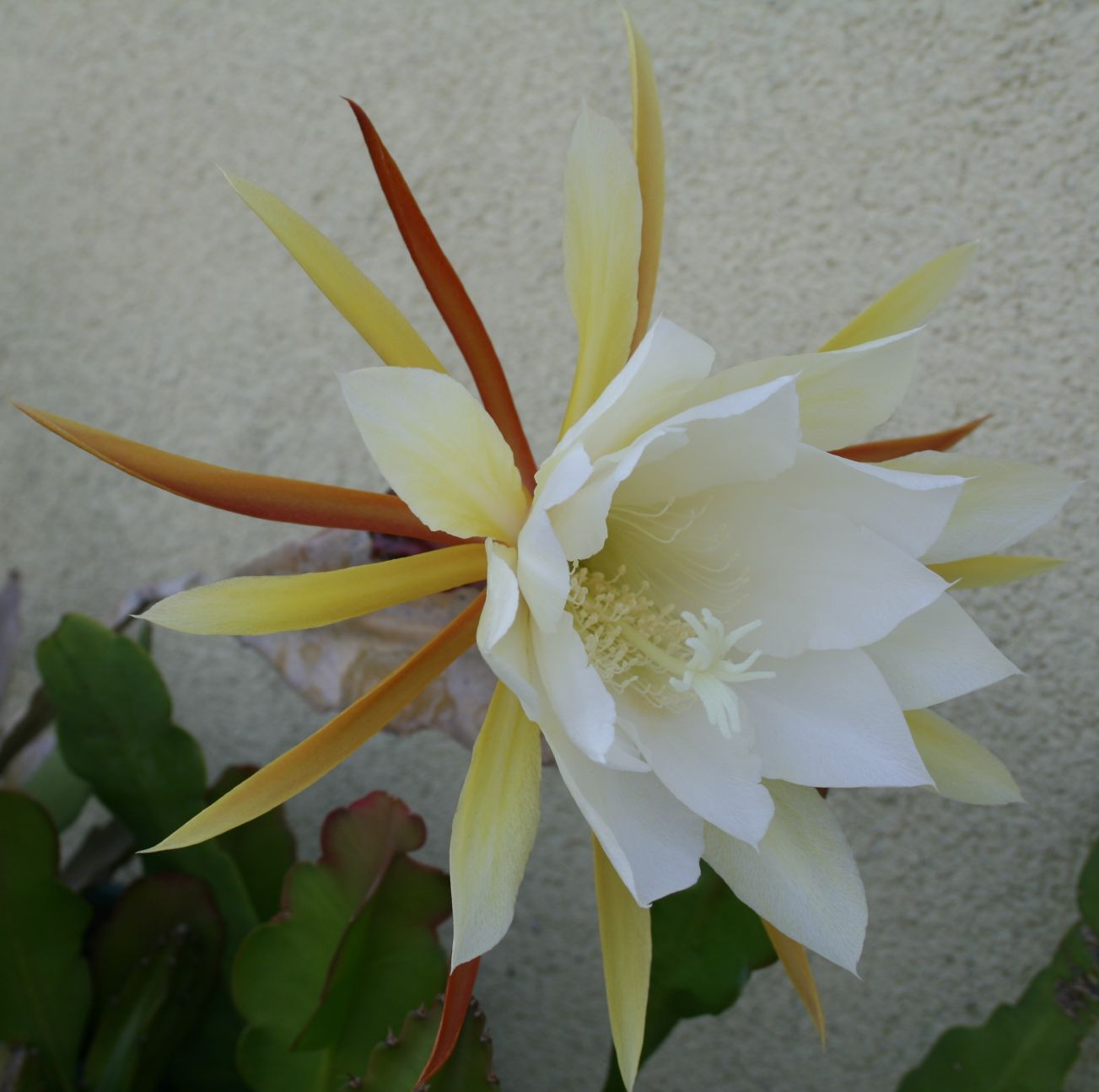
Epiphyllum crenatum 'Cooperii' virága